# アボカド

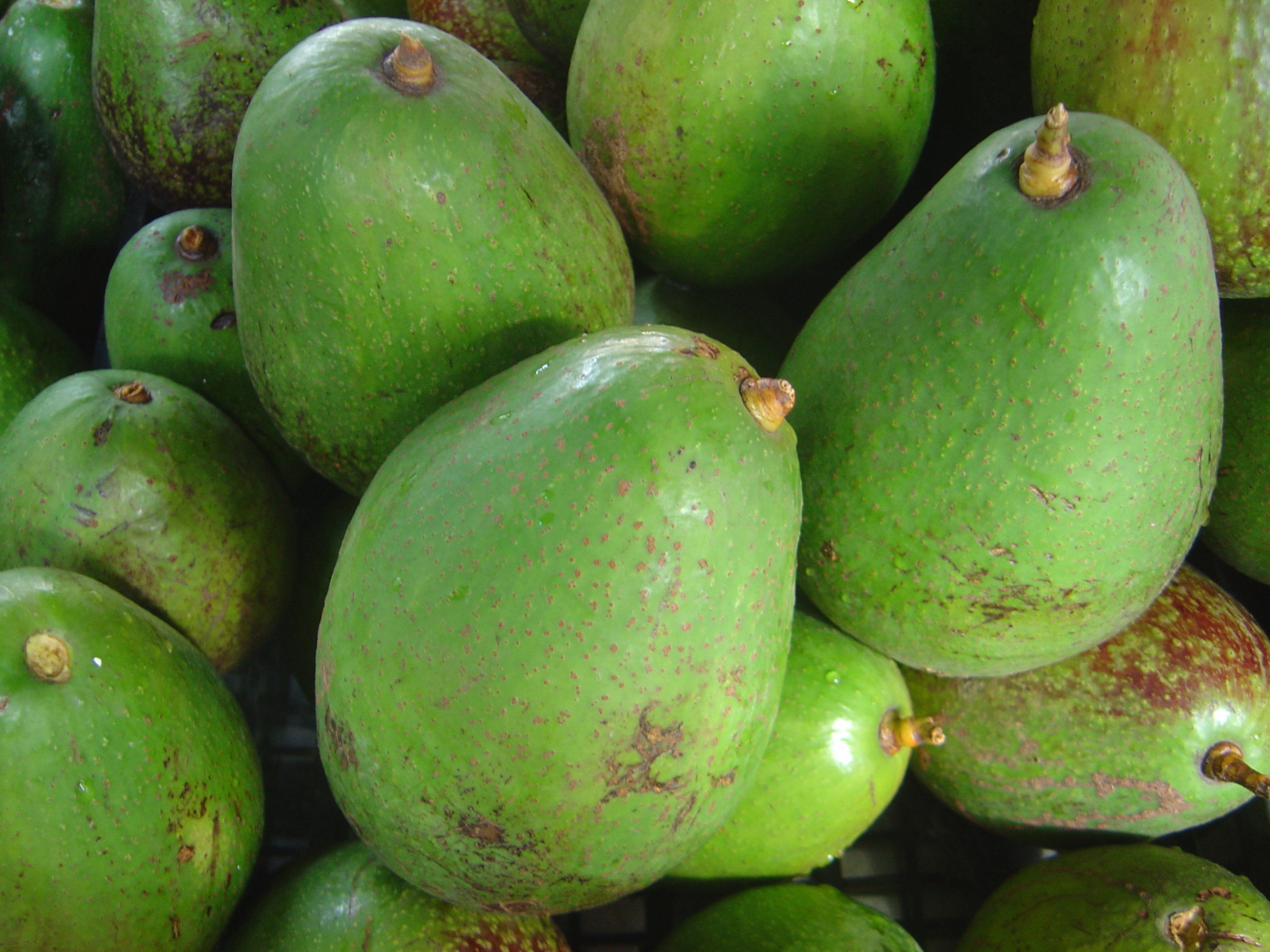
収穫直後のアボカド

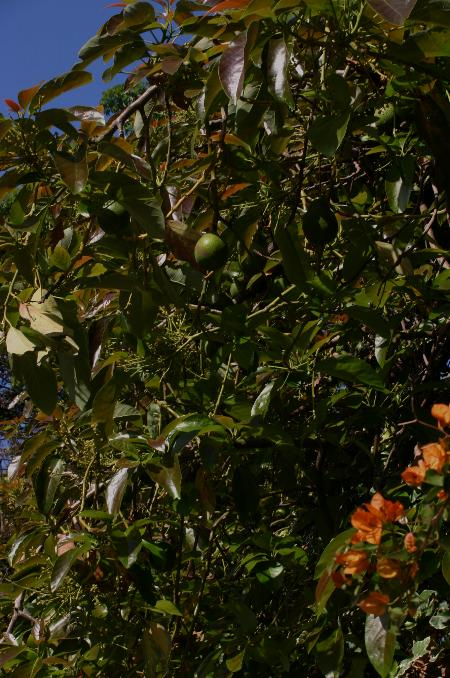
アボカドの木

アボカド（英語: avocado、学名：Persea americana）とは、クスノキ科ワニナシ属の常緑高木およびその果実。和名は「ワニナシ（鰐梨）」。果実は栄養価が高く、脂肪を豊富に含み、「森のバター」の異名で呼ばれている。

## 名称
スペインやメキシコ、中米のスペイン語圏では「アグアカテ」 (aguacate)、もしくは「アワカテ」 (ahuacate) 、南米のスペイン語圏では「パルタ」 (palta) 、ポルトガル語圏では「アバカテ」 (abacate) とよばれる。 ナワトル語の「アフアカトル」 (āhuacatl) に由来するが、この語形自体が元々は近隣のトトナコ語からの借用である、とする説もある。
日本語名の元になった英語名の「avocado」は、スペイン語で「アボカド」を意味する「aguacate」と「弁護士」を意味する「avocado」（現代の綴りでは「abogado」）が混同した形といわれる。現代スペイン語「abogado」に「アボカド」の意味は無いが、フランス語では「アボカド」と「弁護士」はスペルが同じ単語となっている (avocat)。
アボカドの果実が19世紀末にアメリカ合衆国のフロリダとカリフォルニアにもたらされたときに、その爬虫類的な見た目から alligator pear（アリゲーター・ペア）と呼ばれた。その後1920年代のアボカド生産者たちは、危険な動物を連想させる名前を嫌い、新たに avocado（アボカド）と命名している。日本においては、果実の表皮がワニの肌に似ていることに由来する言い回し「alligator pear」（『鰐』『梨』）を直訳する形で「ワニナシ」とよばれることもある。
果実は良質な不飽和脂肪酸に富み、「森のバター」と称される。

## 特徴
メキシコ、南アメリカ原産。低温に弱く、主に熱帯や亜熱帯の湿度が高い低地の森で生育する。常緑広葉樹の高木で、成長が速く、樹高は20メートル (m) ほどになる。果樹園の栽培では接木法をとり、整枝もするのでそこまでは高くはならないが、それでも10 mほどの高さになる場合もある。つやのある葉が密に茂り、不規則な形の樹冠を形成する。樹形は品種によって異なるが、葉の寿命は短く1年ほどで、新梢伸長期には大量落葉する。葉は表面は濃緑色、裏面は黄緑色で、揉むとアニスのような良い香りがする。濃い緑色の果実をつける。
花は淡い黄緑色で、枝先に群がって咲く。一つの花には雄蕊と雌蕊があるが、自家受粉を避けるために2回咲き、最初は雌蕊が成熟して受粉できるときに咲き、それが閉じて数時間後から翌日に雄蕊が成熟して花粉を出せるようになったときに2度目の開花をする。この開花のタイミングがうまくずれている木が2種類あり、近くにある同じタイプの木はすべての花が同時に開いたり閉じたりする。うまく受粉して果実がなるのは、基本的に同じ場所で最適な時期に開花タイミングがずれた2種類の木があり、花粉を媒介する昆虫が両者間を飛び回れる場合に限られる。（#雌雄異熟現象を参照）
果実は通常は洋ナシ形で、皮のような質感の濃緑色から茄子紺色の果皮で被われ、真ん中には大きな丸い種子が1個入り、その周囲をライムグリーン色の堅い果肉が包んでいる。果肉は果皮に近いほど濃い緑色をしている。中南米に自生する野生のアボカドの果実は黒くて小さいが、栽培品種では重さ2キログラム (kg) にもなるものもある。果実の成熟に10か月から15か月要する上、大量の栄養分が必要であり、アボカドの枝は隔年で実を付けるようになる。多くの品種があるが、木全体で隔年結実する種と、枝ごとに隔年結実する種がある。枝ごとに隔年結実する種では、木全体としては毎年実をつける。
アボカドの種子は果実としては比較的大きいが、これはアメリカ大陸で既に絶滅した巨大動物に合わせて共進化したものと考えられている。考えられる説明では、先史時代にメガテリウム（オオナマケモノ）がアボカドを食べていたという説である。この果実は巨躯の動物を引き寄せ、彼らはそれを丸ごと食べ、長距離を移動し、排便する。その種子が残ることで、別の場所で成長を遂げた。メガテリウムは太古に絶滅しているが、現代では人間がアボカド種子の散布を担っている。
日本産の植物でもっとも近縁なものはクスノキ科のタブノキ。クスノキ科の植物の葉を食べるアオスジアゲハやその仲間の種の食草である。

### 雌雄異熟現象
アボカドの花は虫媒花で、一つの花に雌蕊と雄蕊があるが、一つの花の中でも雌蕊が成熟するタイミングと雄蕊が成熟するタイミングにズレがあり、簡単には受粉しない。
アボカドにはAタイプとBタイプの2種類があり、Aタイプは開花1日目の午前中に雌蕊が成熟して受粉し、花は一旦閉じて2日目午後に再度開花し、今度は雄蕊が成熟して花粉を放出する。Bタイプは開花1日目の午後に雌蕊が成熟して受粉し、一旦閉じた後に2日目の午前中に再度開花し、今度は雄蕊が成熟して花粉を放出する。
このように、アボカドの果樹園には2つのタイプの木を植えなければならず、1本の木だけ植えてもめったに果実が実ることはない。小規模の果樹園では、タイプの違う品種を混植しないと実が成らない。ただし、メキシコのようにきわめて大規模な果樹園がある所では、同一品種でも開花期がズレるものもあり、昆虫が雌花の開花期まで花粉を持ち越すこともあるのでハス種ばかりでも実をつける。
Aタイプにはハス種、アナハイム種、デューク種、マッカーサー種、メキシコーラ種、ピンカートン種があり、Bタイプにはベーコン種、クリフトン種、エドノール種、フェルテ種、ズタノ種、サンタナ種がある。

### 毒性
アボカドの果実、種子、葉にはペルシンという物質が含まれており、ヒト以外の動物には中毒反応を起こす。天然ゴムに対するアレルギーを持つ人の場合、アボカドに対しても症状を発することがある。インコ、オウム、モルモット、ウサギ、ヤギ、家畜に与えると痙攣や呼吸困難を引き起こす場合がある。ウマ、ウシ、イヌ、ネコ、フェレットに対しても毒性を示すことがある。
一方、アボカド入りの犬猫フードやおやつも販売されており、企業の報告によれば、「健康被害の症例は無い」という。しかし、アボカドの毒性に関してはまだ不明確な点も多々ある。
未熟な果実や種子、葉にはドーパミンやメチルカビコールも含んでおり、アボカドの種子を砕いたものをネズミの駆除剤にすることもあるが、効果はそこまで高くはない。アボカドの毒性はそれほど強いものではないが、アボカドの葉を大量に食べたヤギが死亡した例がある。

## 歴史
いつ頃から食用とされていたのかは定かではないが、紀元前500年にメキシコで最初に栽培された。紀元前500年以降、アボカドはメキシコや中南米大陸で暮らす人々の主食となった。16世紀、スペイン帝国からきたコンキスタドールたちは、アステカ族が栽培していたアボカドを発見したが、アステカ語で「アボカド」を意味する「アグワカテ」については栽培されていなかった。1519年、エルナンド・コルテス(Hernando Cortez)が白人として初めてメキシコの大地に足を踏み入れた際、アボカドを発見した。1526年、スペイン帝国の歴史家、ゴンサロ・フェルナンデス・デ・オビエドは、アボカドについて「果実の中心部には、皮を剥いた栗のような種がある。これと皮の間は食べられる部分が豊富であり、これはバターに似たペースト状のものとなっており、美味である」と記述した。アステカ人はこの果物を「アグワカタール」と名付けた。アボカドはメキシコからペルーに伝わった。西暦900年頃のものと見られるアボカドの実をかたどった土器がペルーのチャン・チャン遺跡から出土している。アステカ文明のナワトル語では、アボカドは āhuacatl（アフアカトル＝「睾丸の木」の意）と呼ばれていた。
1672年に、イギリスの園芸ライターのウィリアムズ・ヒューズがアボカドを賛美して、「体に栄養分を与え、強くする……性欲を非常に強くする」と記している。またスペインの修道士も同じ結論に達し、庭でアボカドを栽培することを禁じている。1696年には、アボカドの名が初めて英語に登場し、1871年にはアメリカ合衆国で、メキシコの樹木とともにカリフォルニア州サンタ・バーバラで初めてアボカドが紹介された。偏狭な白人消費者にメキシコの果物を買わせるのは非常に困難であったが、アボカドが性欲を強めるといった都市伝説的な噂が広まり、アボカド産業界では生産者たちにこの噂を否定させることで、人々のアボカドに対する欲望をかえって煽ったといわれる。
栽培については、中南米で果樹として数百年以上に亘って栽培され続けており、遅くとも13世紀から15世紀の古代アステカ文明のころまでには栽培が行われたとされている。少なくともヨーロッパからの侵略者がやってきた時点では、既にアメリカ大陸（南北両方）の熱帯地方のあちらこちらで栽培が行われていた。
日本へは、大正時代に渡来したものの広まらず、昭和後期以後になってから普及した。

## 品種
アボカドには3系統1000品種以上があるといわれる。日本のスーパーマーケットや八百屋で売られているものは、皮がゴツゴツしており、熟すと黒くなるハス種である。ハス種は皮が厚く、長距離輸送や栽培が容易で多産であり、熟すと黒くなることから、消費者に食べ頃がわかりやすい利点で他の品種を席巻して栽培・販売されるようになった。ハス種はメキシコで多く栽培されているが、系統的にはメキシコではなくグアテマラである。ハス種は生産量では他の品種を圧倒しているが、皮が厚くゴツゴツして熟すと黒くなるその性格は、1000種以上あるアボカドの中ではむしろ少数派である。寒さに弱いアボカドの中でも比較的寒さに弱いハス種は日本での栽培には向かず、ベーコン種やフェルテ種が向き、ほんの少量ではあるが、高知、和歌山、南九州でも生産されている。ベーコン種やフェルテ種は、皮は滑らかで、熟しても黒くはならない。南アフリカではフェルテ種の栽培も多い。
実の大きさは品種によってさまざまで、小さいメキシコーラ種では100グラム前後、大きいアナハイム種では500グラムから900グラムになる。西インド諸島での品種は1キログラムを超えるものもある。しかしながら、市場では大きすぎる品種や小さすぎる品種は取引されない。世界で最も生産量が多く、日本の市場では大部分を占めるハス種は200 - 340グラム、ハス種に次いで多いフェルテ種は220 - 400グラムの大きさである。
- メキシコ系 - 葉にアニスの香りがあり、果皮が薄い。タネが大きく可食部は少ない。アボカドのなかでは耐寒性があり、味は濃厚である。
- グアテマラ系 - 日本で売られているアボカドのほとんどはハス種であるが、ハス種はグアテマラ系である。グアテマラ系といっても実の大きさは品種ごとに様々だが果皮は厚い。葉にアニスの香りはない。他のアボカド系統と比べると、種は小さめで、可食部は多めである。
- 西インド諸島系 - 葉にアニスの香りはなく、実の大きさは品種ごとに様々だが、果皮は薄い。寒さに弱いアボカドの中でも西インド諸島系は最も寒さに弱い。日本では唯一沖縄県でのみ栽培が可能である[23]。

品種は1000種を超え栽培品種は一部であり、細部はよく分かっていない品種も多い。
- ハス種 - アメリカを始め世界の多くの国ではアボカドといえばハス種である。日本国内で流通しているアボカドの99 %はハス種である。グアテマラ系[24]。
- フェルテ種 - ハス種が主流になる前はフェルテ種が最も多く栽培されていた。アボカドの中では比較的低温に強く、現在でも世界で2番目に生産量が多い。食味は濃厚で美味しいが、熟しても黒くはならず、食べ頃が分かりにくく、収穫後の日持ちもハス種より悪い。南アフリカではアボカド生産量の45 %をフェルテ種が占めるほか、イスラエルでは15 ％、スペインでは14 %のシェアを占める。フェルテ種は、メキシコ系とグアテマラ系の交配種である[24]。
- ベーコン種 - フェルテ種同様熟しても緑色のままで食味は濃厚。フェルテ種よりもさらに低温に強い。日本の温暖な地域ならば栽培も可能。世界ではスペインでシェア9 %、アメリカ合衆国カリフォルニア州でも少量生産されている。メキシコ系とグアテマラ系の交配種[24]。
- ピンカートン種 - 脂肪分が多く大玉になる。果皮は深緑で耐寒性は弱い。果実の日持ち性は良い。イスラエルでシェア11 %、南アフリカでも8.5 %を占める。グアテマラ系[24]。
- リード種 - 球形の果実をつける。大型で食味は濃厚。ハス種よりさらに日持ち性は良い。耐寒性は弱く、イスラエルで少量生産されている。グアテマラ系[24]。

以上のように南アフリカ、イスラエル、スペインでは、複数の品種が見られる。

## 食用
| 項目                     | 分量（g） |
| ------------------------ | --------- |
| 脂肪                     | 100 g     |
| 飽和脂肪酸               | 11.56 g   |
| 16:0（パルミチン酸）     | 10.9 g    |
| 18:0                     | 0.66 g    |
| 一価不飽和脂肪酸         | 70.554 g  |
| 16:1（パルミトレイン酸） | 2.665 g   |
| 18:1（オレイン酸）       | 67.889 g  |
| 多価不飽和脂肪酸         | 13.486 g  |
| 18:2（リノール酸）       | 12.53 g   |
| 18:3（α-リノレン酸）     | 0.957 g   |

アボカドの果実は、サラダ、タコス、サンドイッチ、ハンバーガー、巻き寿司（カリフォルニアロールやレインボーロール等）の具材として用いられることが多い。生で食べなければならない数少ない果物のひとつで、火を通すと苦くなり、いやな臭いがする。
メキシコはアボカドの生産量・消費量ともに世界一であり、ペーストにしたアボカドにトマト、タマネギ、香味野菜、唐辛子、サルサソースを加えた「グワッカモレ」（ワカモーレ）は一般的なディップで、トルティーヤのチップスで掬って食べたり、各種の料理のソースにしたり、様々な料理にも加えられる。アメリカ合衆国でも、トルティーヤチップスとグワッカモレは、感謝祭の七面鳥料理と同じくらい定着した料理になっている。
日本では、刺身を食べる時と同じ要領で、ワサビと醤油に浸して食べたり（マグロのトロの味がすると言われる）、巻寿司にしたり、マヨネーズに付けて食べることもある。和風ドレッシングのサラダにも合う。
日本で売られているアボカドのほとんどはメキシコ産ハス種であり、一年中出回っているものの美味しい時期は3月から9月である。チリ産、ペルー産、ニュージーランド産のアボカドも日本で出回るようになったが、メキシコとは季節が逆の南半球であり、旬の時期は10月から1月になる。ニュージーランドではサラダにすることが多く、バターの代わりにトーストに塗ったり、アイスクリームにしたりもする。サーモンと合わせて食べる場合もある。カリフォルニア産のアボカドも輸入されることがある。
アボカドは不飽和脂肪酸が豊富であり、「アボカドオイル」の材料にもなる。このオイルは食用だけでなく、石鹸の材料にもなり、ブラジルではアボカドで作った石鹸も多い。
アボカドの実は樹上では軟らかくはならず、収穫後に追熟させることで軟化して食べ頃となる。日本の店頭で販売されているアボカドは皮が緑色で完熟していないものが多いが、常温で放置することで追熟がすすみ食べやすくなる。熟すと果皮の色がより黒っぽくなるが、熟しても緑色のままの品種もある。表皮を軽く押してわずかに柔らかさを感じるほどに軟化すれば食べ頃の目安となる。なお、17 ℃で追熟させると黒くなる前に軟化する。21 ℃程度が追熟には一番よく、27 ℃以上か、4.5 ℃以下の状況では変色する。
果肉はきれいな薄緑色であるが、空気に触れていると茶色に変色する。レモンのような酸をかけることで、変色を抑えられる。

### 栄養価
世界的に最も多く栽培され、日本で売られているアボカドのほとんどを占めるハス種は、その果肉に脂肪分が約18 - 25 %含まれており、アボカドのエネルギーの77%は脂肪由来である。そのうちの67%は一価不飽和脂肪酸であり、残りは多価不飽和脂肪酸と飽和脂肪酸で構成される。飽和脂肪は3.2g、不飽和脂肪は17.4g含まれる。
脂肪分が豊富であるゆえに「森のバター」「バターフルーツ」と呼ばれることがあり、全ての果物の中で最大のカロリーを持つ。糖分はほとんど含まず、ビタミンB1・ビタミンB2、ビタミンKといった10種類を超えるビタミン、11種類のミネラル、食物繊維を豊富に含んでおり、この豊富な栄養素はアボカドの脂肪分に凝縮されている。果物としてはビタミンEの含有量も高く、アボカド1個半程度で成人男性に必要なビタミンE（10ミリグラム）を摂取できる。微量ながらタンパク質も含む。カリウムの含有量はバナナよりも上である。
ただし、適切な収穫時期に収穫していないアボカドは脂肪が少なく、質が高くないものが含まれる。

### アボカドの摂取と影響
アボカドを習慣的に摂取することにより、肥満や過体重の人の体重増加は緩和される。アボカドの摂取量が多ければ多いほど肥満になる確率は低下し、アボカドの摂取量が多ければ多いほど、体重は低く、胴回りは細くなり、メタボリック症候群を患うリスクは低下する。
食べ物に含まれる脂肪分の摂取量が多ければ多いほど、皮膚の弾力性は高くなる。アボカドに含まれる成分には傷を治癒する効果があり、皮膚の健康を保護する可能性がある。
「アボカド/大豆不鹸化物」(Avocado Soybean Unsaponifiables, ASU)は、変形性関節症(Osteoarthritis)における痛みを軽減し、身体機能の改善をもたらす。また、ASUは軟骨を保護し、抗炎症作用(Anti-inflammatory Effect)を持ち、鎮痛剤の服用回数の減少につながる。ASUの主成分は、抗酸化作用(Antioxidant Effect)と鎮痛作用の両方を兼ね備えている。抗炎症作用と軟骨の保護作用を持つASUの主成分は「ステロール」(Sterol)と呼ばれる。
アボカドの種子から抽出される成分には、乳房炎病原体(Mastitis Pathogen)を抑制する作用があり、アボカドの脂肪分と種子には抗炎症作用および免疫を調節する作用がある。
日々の食事において、炭水化物が多いものをアボカドに置き換えて食べることで、血糖値とインスリン(Insulin)の濃度は有意に低下し、膵臓にかかる負担は緩和される。また、アボカドに含まれる成分の一種である「マンノヘプツロース」(Mannoheptulose)には、グルカゴン(Glucagon)の分泌を強力に刺激し、インスリンの分泌を阻害する作用がある。
日々の食事にアボカドを追加することで、疾患に罹りにくくなったり、死亡率が低下する可能性がある。

### 実の保存
アボカドの味を堪能するには追熟の必要があるが、保存中に4.5 ℃以下に長時間晒すと維管束が変化して正常に追熟しなくなり、食味が悪くなる。5 - 7 ℃であれば30日程度は貯蔵が可能であり、室温に戻すと正常に追熟・軟化する。つまりアボカドを保存する際には、5 ℃以下にはしないことである。また、アボカドの実はエチレンガスがあると早く軟化するので、長期保存したい場合は換気してエチレンガス濃度を下げる必要がある。
ハス種は貯蔵性が高く、また貯蔵技術の進歩に加えてやや未熟な実を収穫してできるだけ低温で輸出する農家の努力もあって、1年中出回るようになった。
切った果実を保存するときは、果肉が空気に触れることで変色が進むため、切り口にレモン汁をかけることで変色を抑えられる。また、使い掛けは中央の種を取らずにそのまま残しておくと、多少は変色を防ぐことができる。切り口面はラップを密着させて冷蔵保存しておくようにするが、いずれにしても早めに使い切るようにする。

## 生産

### 世界の生産量
1980年代後半の時点では、アボカドは世界全体で150万トン程度の生産があり、以降生産量は増え続けている。2005年には322万トン生産された。
全世界の生産量のうち、メキシコ産は2014年の時点で約30 %、2019年時点で34 - 45 %、年間生産量はおおよそ164万トンである。2019年の時点で、メキシコの農業収入の60 %をアボカドが占めており、メキシコは31カ国に輸出しており、年間輸出総額は20億ドル（2200億円）。アメリカ以外の主な輸出先は、カナダ（生産量の7 %）、日本（同6 %）、ヨーロッパ（同3 %）で、近年は中国への輸出も増えている。

### 日本の輸入量
日本の輸入量は1970年代までは微々たるものであったが、1970年代後半から増え、1980年には479トン、1990年には2163トン、2000年には1万4070トン、2005年には2万8150トンと急増している。2005年の時点で、日本に輸入されている果実の中ではバナナ、パイナップルに次いで三番目に輸入量が多い。

### 日本での栽培
和歌山県南部、鹿児島県奄美大島、沖縄県、高知県、愛媛県のように、比較的温暖な地域で栽培されている。出荷量は2016年産で約8トン（農林水産省まとめ）と、輸入量（2018年に約7万4000トン）に比べると遥かに少ないが、栄養豊富なことから需要が増えていること、同じく温暖な気候に合う柑橘類の耕作放棄地を利用できる点から、長崎県で栽培が広がっている。個人レベルで発芽生育させ、観葉植物として楽しむことは比較的容易であり、寒冷地の露地植えを除いて越冬も可能である。
栽培法の一例として、まず種子をよく洗って果肉を取り除き、上端（果実の柄に近い部分で、やや尖っている）を上にし、3分の1ほどを球根の水栽培の要領で水に浸けておく。陽当たりの良い場所に置いて水位を保ち、水が腐らないように水替えしながら育てると、夏場で1週間、冬場で7週間ほどで発根し、さらに発芽する。発芽した後は、腐葉土やミズゴケといった保水性の高い用土に植え替える。過剰な水分は木を弱らせる。
発芽した後の成長は速く、栽培条件が良ければ、1年間で0.5 - 1メートル程度の高さになるが、観葉植物として仕立てるには、成長段階で適宜剪定して樹形を整える必要がある。初夏や夏に植えると、充分に成長する前に冬を迎え、枯れてしまう場合も多い。桜の開花時期以降である4月頃に種を植えるのが最適である。高温多湿および比較的湿気の多い土壌を好み、寒さには弱く、露地植えの場合は、雪や霜に直接あたらないよう注意する。低温や低湿度に弱いため、年間を通じて10 ℃以上ある地域でなければ露地栽培は難しい。短期間でも氷点下ではほぼ枯死するため、屋内でも10 ℃以下の環境は避けるべきである。ただし、同じハス種でも品種によって耐性に差があり、15 ℃未満でも成長を続けるものもあれば、落葉して幹だけになってしまうものもある（幹が枯死しなければ、春以降に芽吹く可能性がある）。グアテマラ種の交配種は、かなりの低温に耐えるとされる。
開花・結実させることも可能で、早ければ数年で開花に至る。ただし、雄花と雌花の咲く時期が違うので、1本の木だけでは受粉させられず、確実に結実させるには、かなりの個体数が必要になる。
- アボカドの種の水耕栽培
- アボカドの水耕栽培（左の写真の90日後）

## アボカド生産にともなう環境・社会問題
アボカドは土地の栄養分を食い尽くして果実を実らせるため、いったんアボカドを生産すると、その後に他の種類の果物を生産することは難しいとされている。アボカドのカーボンフットプリント（生産・流通で発生する二酸化炭素の排出量）は、バナナの2倍、コーヒーの3倍であり、ウォーターフットプリント（Water footprint、生産と流通を通して消費・汚染された水の量）は、1キログラムあたりおよそ2000リットル近くに及ぶ。
アボカド生産に向けての農地開拓で、森林破壊が進んでいる。また、アボカドの生育に必要な水の量は極めて多く、生産国は仮想水の大量輸出国となり、生産地域の水資源の枯渇、地域社会の破壊も深刻である。
チリのバルパライソ地域のペトルカ県では、栽培地1ヘクタールにつき1日10万リットルの水が使われている（1,000人が1日に使う水とおおよそ同量）。ブームになり栽培が急速に拡大し、大量の水資源を消費することで（違法な水資源の利用もみられる）、地域に旱魃をもたらし、住民の生活用水が枯渇し、既存の小規模の農業は持続不能に陥った。コロナのパンデミックの中でも感染予防に必要な手洗いができず、コロナに対するチリ中部の脆弱性があらわになっている。
アボカドの需要が高まり、アボカド産業の利益が増える中、主要生産国であるメキシコでは、麻薬密輸集団がアボカド産業に目を付けて関与するようになり、産業全体が危機に直面している。アボカド産業が「税金」として麻薬密輸組織に金銭を要求され、アボカド産業関係者が武装自警集団を作って対抗していることで生産費用は上昇し、地域の治安が悪化し、一般市民の犠牲も出ている。

### アボカドブームに伴う水資源の枯渇・森林破壊
亜熱帯果実であるアボカドは、特定の生態系でしか育たず、育成には大量の水と土地の栄養を必要とする。限られた育成可能な地域で生産が急速に拡大している。
チリ最大のアボカド生産地であるバルパライソ地域のペトルカ県は、元々旱魃が多い地域で、夏季の旱魃は緊急事態が発令されるほど深刻であったが、貧しい農家が細々と作物を栽培し、家畜を飼育していた。ペトルカに参入した資金豊富なアボカド輸出業者は、何百ヘクタールもの大規模栽培を開始すると、水道管や井戸を違法に設置して河川から水を引き、その結果地下の帯水層と河川が枯れ、旱魃が発生した。メキシコ中部は、メガドラウト（megadrought）と呼ばれる長く厳しい大旱魃による少雨の影響に加え（バルパライソ地域の2019年の降雨量は過去の最低記録を下回り例年の20 ％以下）、1981年の法律で水資源が土地から切り離され売買可能になり、水資源がほぼすべて民営化されていることが、状況の悪化に拍車をかけている。政府はペトルカを水の「緊急地域」であるとしたが、アボカド生産を制限することはなかった。地域の農業の継続は困難になり、住民たちの生活用浄水はほぼ枯渇し、住民は政府の給水トラックの水を飲まざるを得ない状況に陥った。40万世帯約150万人が、1日あたり50リットル（日本人が1日に必要とする水の量の4分の1から6分の1）で生活している。
ペトルカの住民は、「給水トラックの水は汚染されている」と訴えており、給水トラックの水からは本来糞便に含まれる大腸菌が高レベルで検出されている。また、新型コロナウイルス感染症（COVID-19）流行の中で、水資源の枯渇で感染予防に必要な手洗いもできず、チリ中部が同流行に対して脆弱となった。ペトルカでこのように生産・収穫されたアボカドは、テスコ(Tesco)、アルディ(Aldi)、リドル(Lidl)を始めとする巨大スーパーマーケットチェーンに、その大部分が卸されている。
アボカド産業による環境破壊・地域社会の破壊はあまり注目されていなかったが、2018年にドイツの公営放送DWがドキュメンタリー『Avocado - a positive superfood trend?』を放送し、その事実が広く知られるようになった。

### プランテーションでの搾取の問題
アボカド産業では、不公平な価格設定や低賃金により、生産農家や労働者が貧困に苦しむ問題が多数発生している。

### 麻薬犯罪組織の関与
メキシコ国内の治安が悪化し、政治腐敗や麻薬密輸集団の力が増し、麻薬密輸集団が国の大部分に影響を及ぼす中、麻薬犯罪組織が儲かるアボカド産業に目を付けて介入するようになっている。メキシコのミチョアカン州では、「テンプル騎士団」という麻薬密輸集団が、農業大臣からアボカド農家の収入情報を入手し、アボカド農家や包装、貿易会社、アボカド産業全般に「税金」を要求するようになり、払わなければ関係者やその家族を誘拐し、身代金を払わなければ殺害し、アボカド農園が焼き尽くされる事例も発生した。地域政府も麻薬密輸集団の活動は抑止できず、彼らは年間1億5,000ドルを入手した。農家は「税金」のためにアボカドの値上げを行わざるを得ず、麻薬密輸集団は、2006年から2015年にかけて、ミチョアカン州で8258人を殺害し、住民が逃亡して地域は荒廃し、犯罪も増加し、治安は悪化した。
ミチョアカン州のタンシタロ（Tancítaro）では、麻薬密輸組織に対抗し、アボカド協会がCUSEPT（タンシタロ公共安全集団）を結成。メキシコでは武装行為は法律で禁じられているが、アメリカから密輸された武器で武装し（麻薬密輸組織の武器もアメリカからの密輸である）、検問所を作ってパトロールを実施し、フェリペ・カルデロン政権（2006 - 2012年）のころには国の協力も得られるようになり、国はミチョアカン州に4200人の軍隊と1000人の連邦警察を派遣してアボカド農家を保護。「テンプル騎士団」は衰退し、地域のアボカド産業への脅迫や殺害も減少した。このように、アボカド産業から麻薬密輸組織の影響を排除することに成功した地域もあるが、麻薬密輸集団は国内に多く存在するため、現在もアボカド産業が狙われている地域もあり、ミチョアカン州でも別の麻薬密輸組織の台頭がみられる。農家にとっては自衛にも多くの費用が掛かるため、自衛する農家もあれば麻薬密輸組織に「税金」を払うことを選ぶ農家もある。
アボカド産業では、生産農家や労働者が搾取され、貧困に苦しむ例が多いが、腐敗した政府と低賃金で労働者の搾取を行うプランテーションから麻薬密輸団が金を奪い、貧しい地域に学校や病院を建てるための資金を提供することもあり、こうした麻薬密輸集団を住民がある程度支持している地域もある。